# Kyjov
Kyjov é uma cidade checa localizada na região de Morávia do Sul, distrito de Hodonín‎.